# Polizia federale

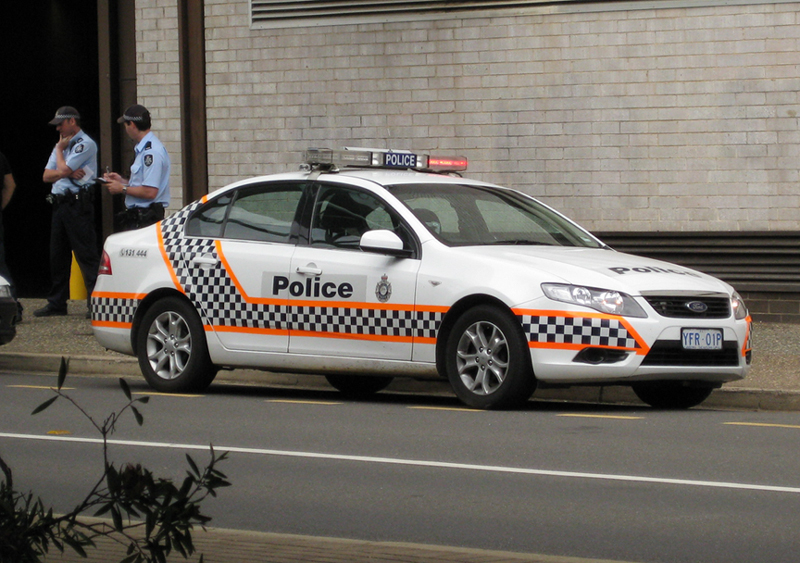
Un agente di polizia e una macchina della polizia sono identificatori tradizionali di una agenzia locale a base dell'applicazione della legge.

La polizia federale è una forza di polizia che, negli Stati federali, esercita le proprie competenze su ogni singolo Stato federato.

## Caratteristiche
Negli stati federali spesso, anche se non sempre, ogni stato ha la propria polizia la quale ha giurisdizione limitata allo stato stesso, così per assicurare meglio certe funzioni (es: coordinamento, il contrasto ad alcune forme di criminalità) o per indagare su determinati reati, viene creata una forza di polizia che agisce su tutto il territorio.

## Nel mondo

### Australia
L'Australian Federal Police è la forza di polizia federale dell'Australia.

### Austria
Poiché nell'Austria la competenza per ordine pubblico e pubblica sicurezza rimane dal livello federale, senza che i Bundesländer (gli stati membri) possano legiferare in materia, le funzioni di polizia sono svolte dalla Bundespolizei (Polizia federale, anche semplicemente: Polizei). Nacque nel 2005 in seguito a una profonda riforma della struttura delle agenzie federali incaricate del compimento di funzioni di polizia, che incluse la fusione di tre corpi federali preesistenti: la Bundesgendarmerie (Gendarmeria federale, comparabile ai Carabinieri italiani circa l'organizzazione (militare) e il campo di impiego (rurale)), il Bundessicherheitswachekorps (Corpo federale di guardia di sicurezza, paragonabile alla Polizia di Stato italiana) e il Kriminalbeamtenkoprs (Corpo degli agenti investigativi), cosicché l'Austria ricevette un unico e unitario corpo di polizia, incaricato di far rispettare la legge sull'intero territorio federale. Del resto esistono corpi di polizia minori, dotati di competenza limitata a determinati luoghi e materie: la Justizwache (letteralmente Guardia giudiziaria, cioè la Polizia penitenziaria), la Gemeindepolizei (Polizia municipiale) e la Militärpolizei (Polizia militare). 

### Brasile
La Polícia Federal è la principale, a livello federale, delle forze di polizia in Brasile, accanto ad essa ci sono altri corpi con specifiche funzioni e competenze, come la Polícia Rodoviária Federal.

### Germania
In Germania la responsabilità di far rispettare la legge è unicamente dei vari Länder e non del governo centrale. Non esiste quindi un corpo di polizia paragonabile alla Polizia di Stato o ai Carabinieri o alla Police Nationale. Fra i pochi corpi di polizia di competenza esclusivamente federale, ci sono i servizi di polizia federale (Bundespolizei), di controllo dei confini e delle dogane. Le agenzie di polizia di ciascun land si chiamano Landespolizei, ciascuna indipendente dalle altre sebbene abbiano in comune equipaggiamenti e veicoli.

### Stati Uniti d'America
Negli Stati Uniti, solo agenzie federali hanno l'esclusiva nelle indagini su determinati reati su tutto il territorio degli USA.
Alcuni di questi servizi sono chiamati polizia, altri hanno denominazioni diverse (ad esempio, United States Marshals Service ed i servizi di polizia giudiziaria sono spesso chiamati uffici (ad esempio, FBI, USMS, ICE, ATF, DEA, Secret Service). 
Ci sono inoltre le polizie militari e quelle investigative della difesa e delle singole forze armate statunitensi come ad esempio Naval Criminal Investigative Service.

### Svizzera
L'ufficio federale di polizia svizzero dipende dal Dipartimento Federale della Polizia e della Giustizia e coordina le polizia cantonale.